# Abido (Egitto)
Abido (o Abydos, secondo la versione greco-latina in uso presso altre lingue) è una delle più antiche città dell'Alto Egitto ed era il capoluogo dell'VIII distretto. Si trova a circa 11 km ad ovest del Nilo a una latitudine di 26° 10' N.
Il nome originale è Ȝbḏw (pronunciato convenzionalmente Abdju) che significa collina del tempio, in quanto si riteneva che in quell'antica città, nel tempio simbolo della collina primigenia emergente dal Nun, vi fosse conservata la testa di Osiride come recita una versione del mito del dio.
Abydos, assieme a Eliopoli è stata una delle due città sante dell'antico Egitto.

| U23 | D58 | N26 · O49 |

ȝb ḏw (Abdju),

il segno 
| O49 |

 è il determinativo che indica città.
Per assonanza i greci chiamarono la città Abido come la sua omonima posta sull'Ellesponto. Il moderno nome arabo è Arabet el Madfuneh o El Araba El Madfuna (storicamente al-Khirba).

## Storia

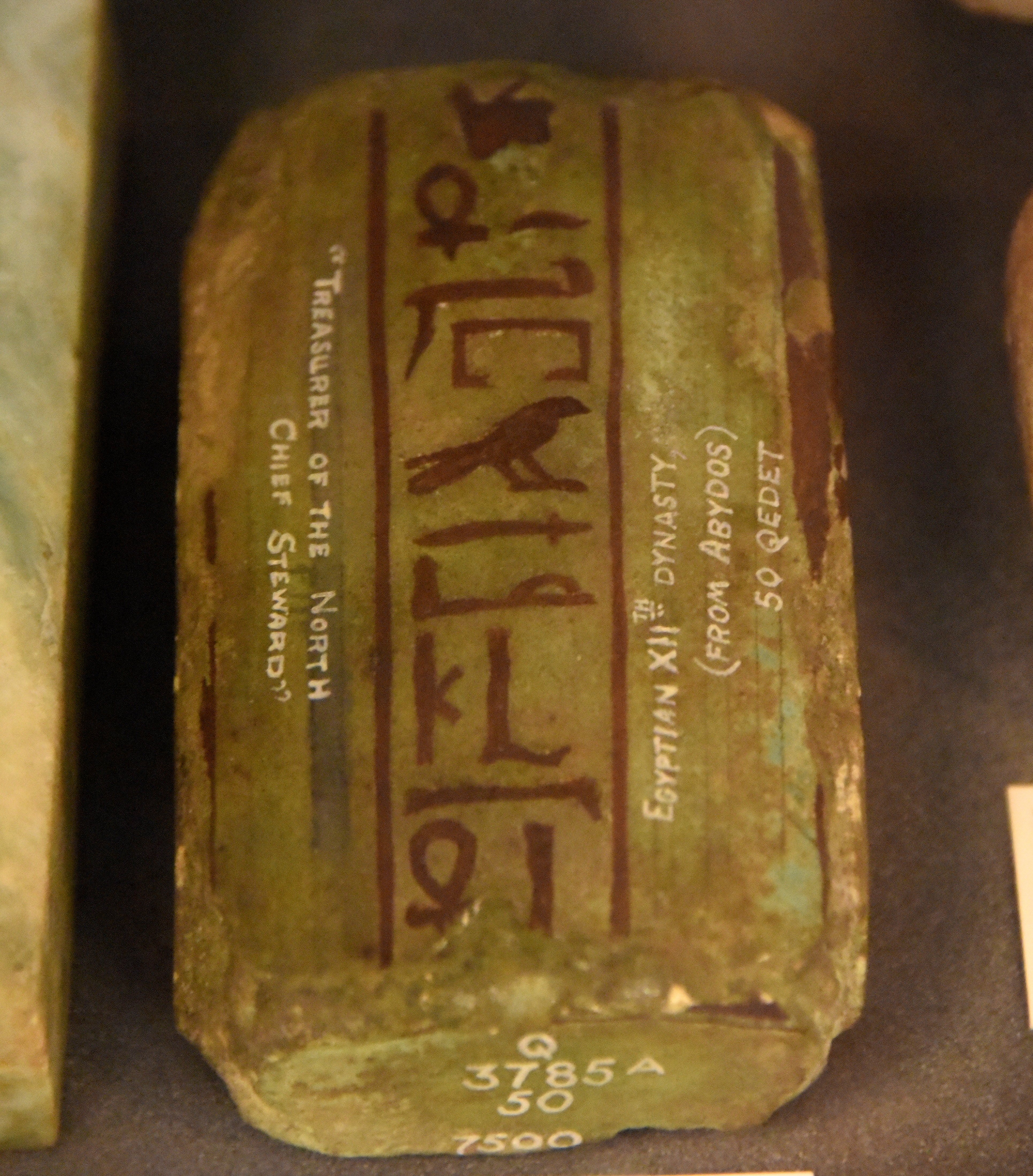
Peso di porcellana, inciso per l'alto sacerdote Aabeni. Tardo medio regno, proveniente da Abido.

Le origini della città si perdono nella preistoria; grazie alla datazione sugli scavi eseguiti a poche centinaia di metri di distanza dal più famoso tempio, sicuramente la conurbazione esiste già almeno dal 5000 a.C., ed in epoca predinastica essendo la capitale dell'Alto Egitto, come provano i ritrovamenti di tombe e i primi riscontri sulla presenza del tempio, attribuibili appunto a sovrani, detti Seguaci di Horo, del periodo predinastico di Naqada e del protodinastico.
I re della I dinastia e alcuni della II dinastia sono sepolti ad Abido (necropoli di Umm el-Qa'ab) di cui ricostruirono anche il tempio.
Due grandi fortezze vennero costruite tra il deserto e la città da tre re della II dinastia a Shunet el-Zebib.
Il tempio e la città vennero ricostruiti più volte nell'arco delle 30 dinastie e la necropoli era utilizzata con continuità.
Durante la XII dinastia una grande tomba venne scavata nella roccia da Sesostri III.
Seti I, della XIX dinastia, costruì un nuovo tempio a sud della città in onore dei sovrani ancestrali delle dinastie più antiche. Questo tempio venne poi completato da Ramses II che costruì anche un ulteriore tempio, di dimensioni più ridotte.
Merenptah aggiunse al tempio di Seti il grande ipogeo di Osiride.
L'ultima opera costruita ad Abido fu un nuovo tempio dovuto a Nectanebo I, sovrano della XXX dinastia.
Durante il periodo tolemaico la città cadde via via in rovina e non sono conosciute nuove opere o restauri.

## Centro di culto

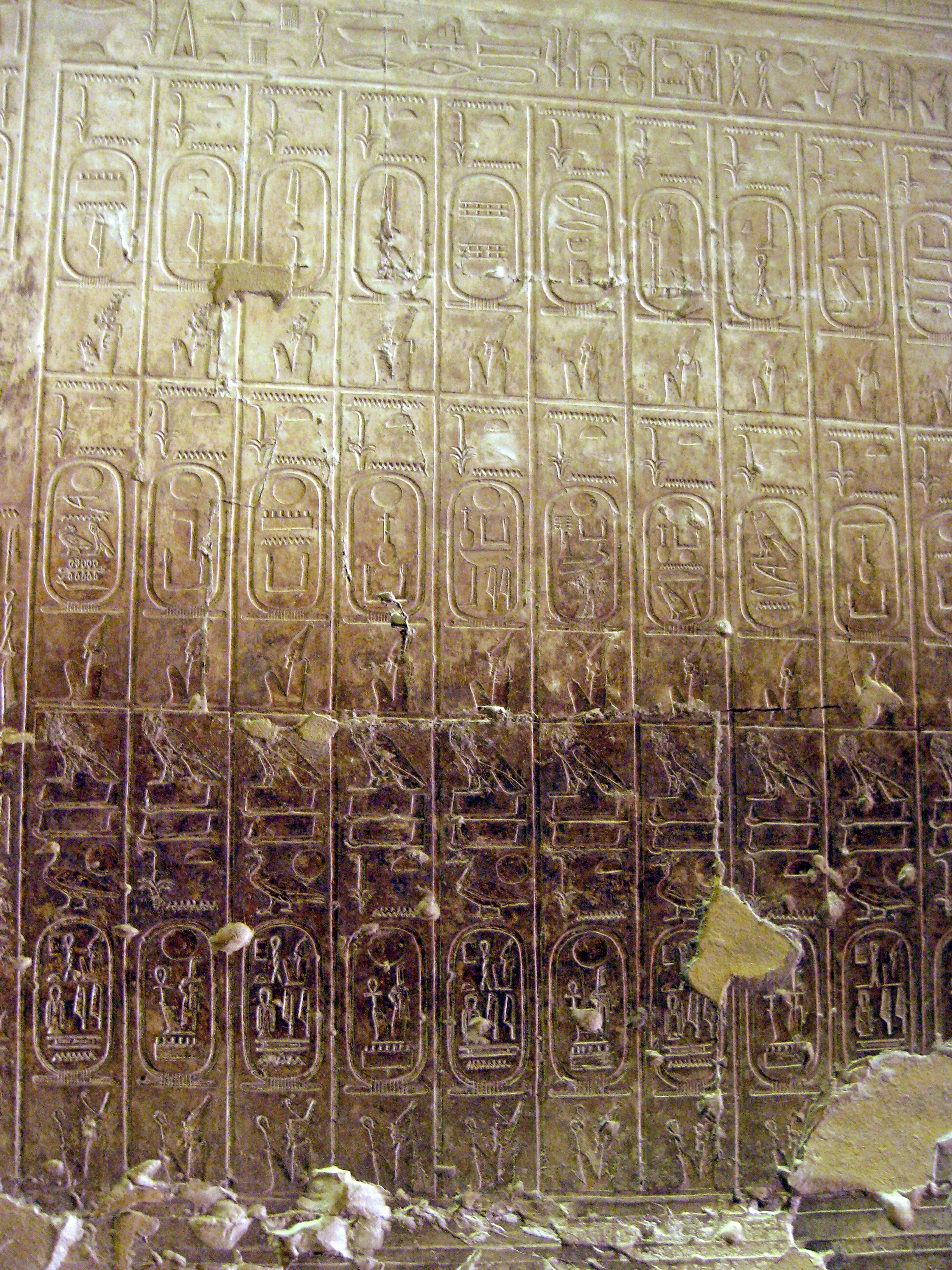
Parte della lista di re di Abido

Sin dai primi tempi, Abido fu un centro di culto, inizialmente della divinità locale, Khentiamentiu, e, dalla fine dell'antico regno, i culti sempre più popolari di Iside e Osiride.
Si sviluppò una leggenda secondo cui l'antico cimitero fosse il luogo di sepoltura di Osiride e la tomba di Djer fu reinterpretata come la tomba della divinità.
Le decorazioni nelle tombe in tutto l'Egitto mostravano viaggi verso è da Abido, come importanti pellegrinaggi fatti da individui che erano fieri di avere compiuto quel viaggio.

## Divinità
Il culto più antico attestato ad Abido fu quello del dio-sciacallo Khenti-amentiu. Questo culto aumentò d'importanza a partire dalla I dinastia fino alla XII dinastia e scomparve del tutto dopo la XVIII dinastia.

Il culto di Anher apparì durante l'XI dinastia e quello di Khentamenti, l'equivalente dell'Ade greco, crebbe d'importanza durante il Regno Medio per poi scomparire anch'esso dopo la XVIII dinastia.

Il culto di Osiride, nelle sue varie forme, si iniziò con la XII dinastia e divenne più importante in seguito fino a oscurare tutti gli altri culti. La festa di Osiride ricorreva il 2 settembre, ovvero il 16º giorno del secondo mese (Paophi), nella prima stagione (Akhet).

## Costruzioni principali

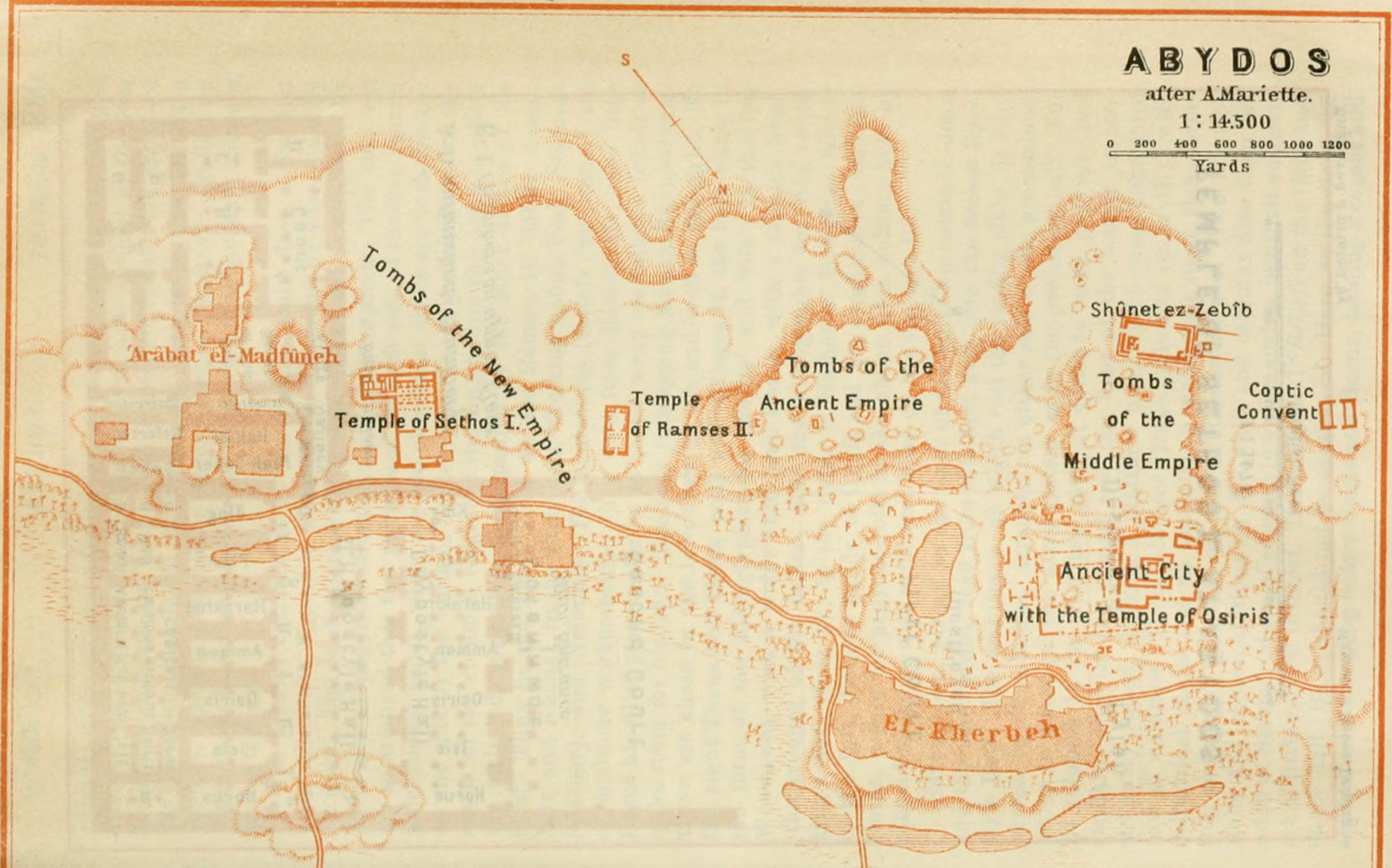
Pianta di Abido

### Grande tempio di Osiride

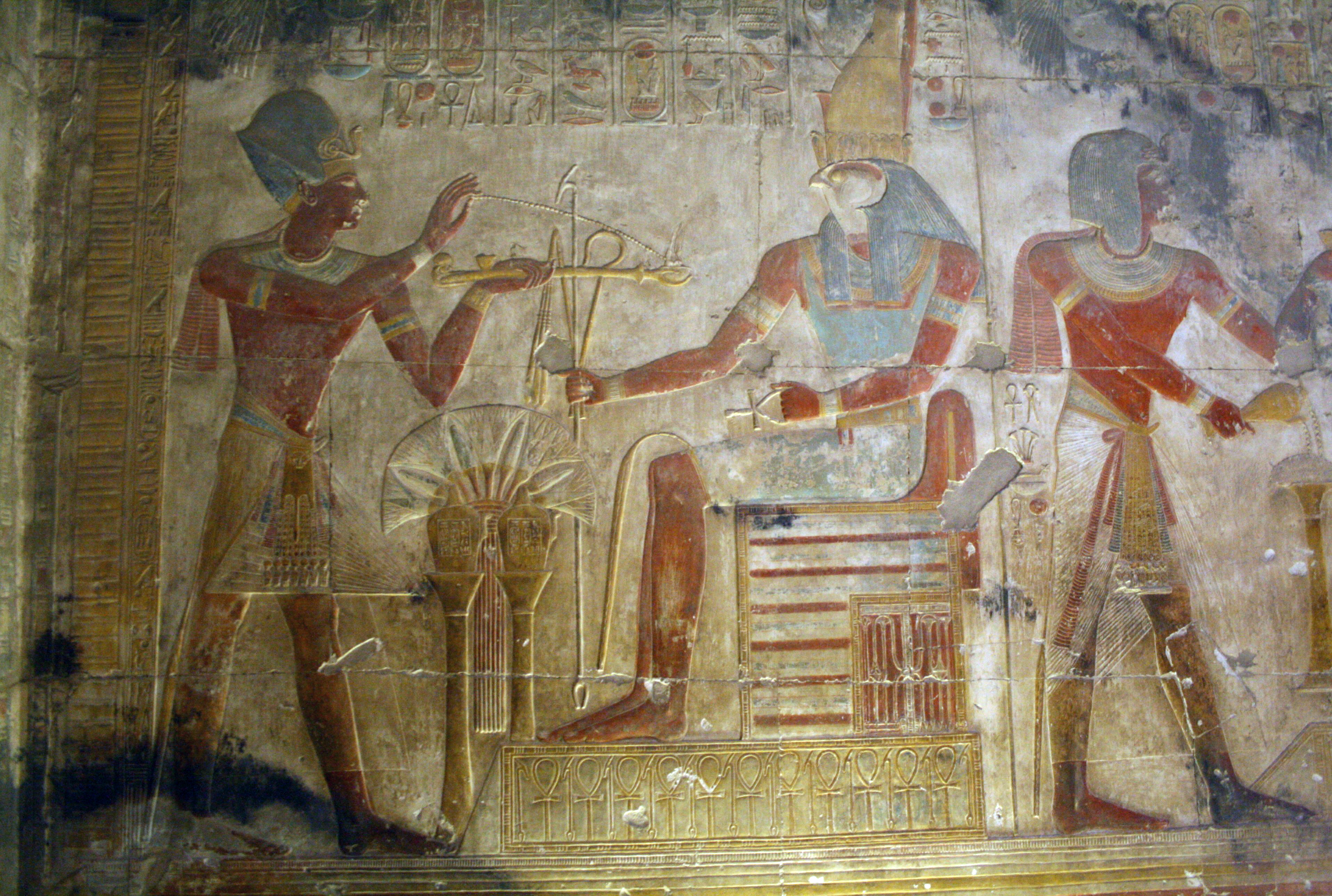
Pannello dal tempio di Osiride: Horus presenta le insegne regali ad un faraone adorante

Il tempio principale di Abido ha subito nove, o forse dieci, ricostruzioni in un arco di tempo che va dalla I dinastia fino alla XVI.
La struttura più antica fu costituita da un recinto avente le dimensioni di m 10 x 17, circa, circondato da un muro di mattoni seccati al sole. Il secondo tempio fu costituito da un'area coperta avente una superficie di circa 10 metri quadri addossata a uno dei muri del primo tempio. Un ulteriore recinto, temenos, circondava la struttura. Questa ricostruzione dovrebbe risalire alla II dinastia o, al massimo alla III.
Nel corso della IV dinastia questa costruzione fu abbattuta e sostituita da un piccolo edificio comprendente un grande braciere. All'interno di questo sono state rinvenute figurine in ceramica raffiguranti offerte, probabilmente sostituiti simbolici delle offerte reali, in ottemperanza al decreto di Cheope sulla riforma di questo tempio.
Probabilmente in occasione di questa ricostruzione viene fatta una raccolta di precedenti offerte e una camera, piena di queste, ci ha reso preziosi lavori in avorio intagliato e tavolette risalenti alla I dinastia. Un vaso attribuibile a Narmer con inserti geroglifici viola su pasta vetrosa verde e alcune tavolette con figure in rilievo sono i pezzi di maggior pregio tra quelli ritrovati. La statuetta in avorio raffigurante Cheope, trovata ad Abido, è il solo ritratto che possediamo di questo importante sovrano.
Il tempio venne ricostruito completamente, con dimensioni maggiori, da Pepi I durante la VI dinastia. Questo sovrano fece erigere un grande portale di pietra, pilone, all'ingresso del recinto, un ulteriore muro di recinzione con un altro portale e un colonnato tra i piloni. Questo tempio, con dimensioni di circa 13 x 17 m, portali in pietra davanti e dietro, mostra di essere di tipo processionale.
Montuhotep II (XI dinastia) aggiunse un colonnato e alcuni altari. Montuhotep III, poco dopo, ricostruì completamente il tempio realizzando un pavimento in pietra e alcune camere sussidiarie. Subito dopo Sesostri I (XII dinastia) posò massicce fondazioni in pietra sul pavimento del suo predecessore. Un grande recinto venne costruito intorno a tutta l'area del tempio che ormai aveva dimensioni triplicate rispetto all'originale.
I primi interventi sul tempio nel corso della XVIII dinastia furono una vasta cappella dovuta ad Ahmose che costruì anche il suo complesso piramidale e il tempio della regina Tetisheri.
Thutmose III ingrandì ulteriormente il tempio con dimensioni di circa 40 x 65 metri. Costruì anche una strada processionale che conduceva dal tempio alla necropoli con un grande pilone di granito. Ramesse III aggiunse un vasto edificio mentre Ahmose II (XXVI dinastia) ricostruì ancora una volta il tempio e vi pose un grande monolito di granito rosso finemente lavorato.
All'interno del tempio sono visibili due incisioni in bassorilievo che a una prima vista appaiono a forma di elicottero e di carro armato. Questa immagine, a lungo scambiata per un oggetto fuori dal tempo, è in seguito stata identificata con certezza come una sovrapposizione fortuita di due strati di incisioni di epoche diverse.

### Tempio di Seti I

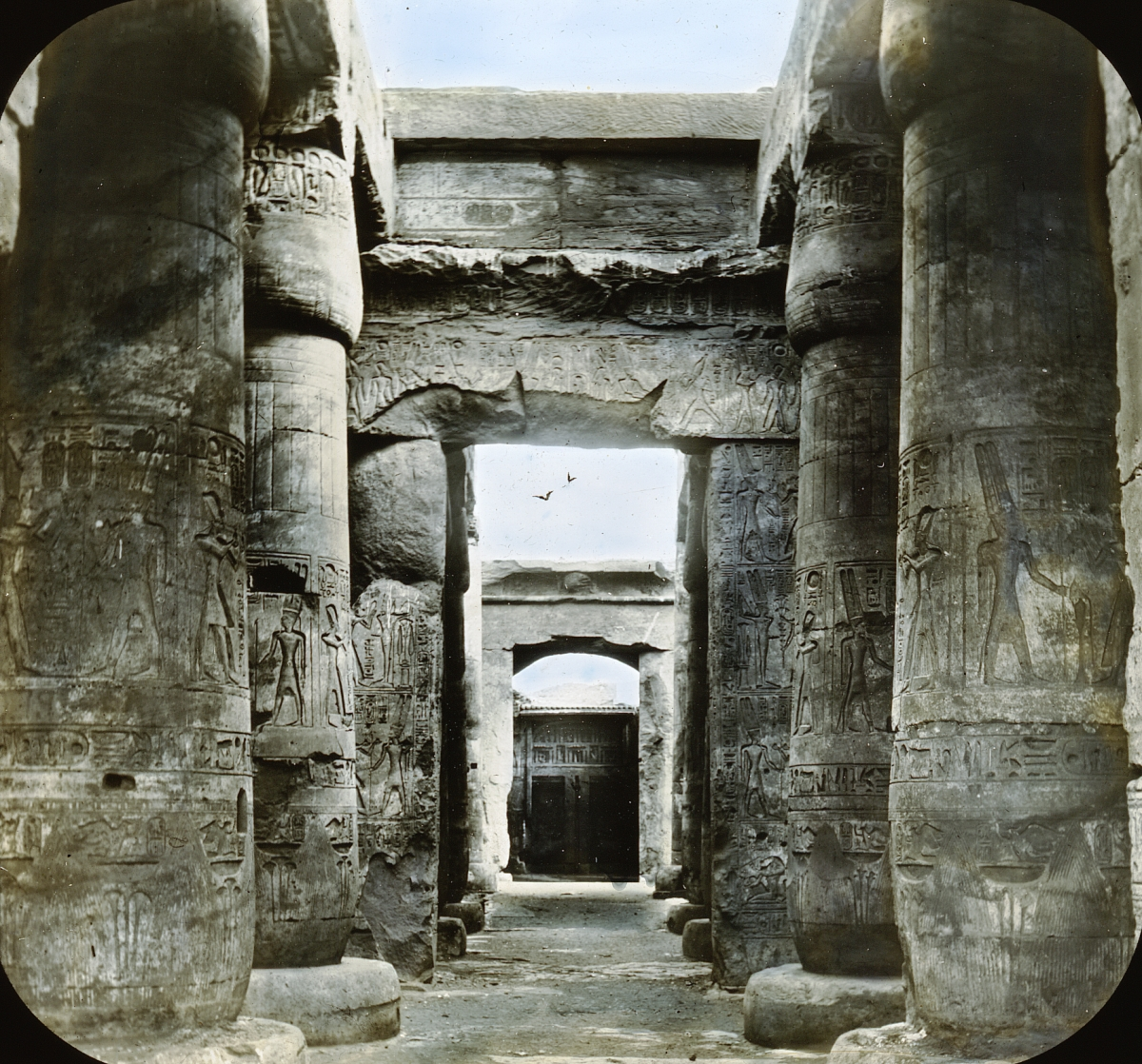
Interno del tempio di Seti I

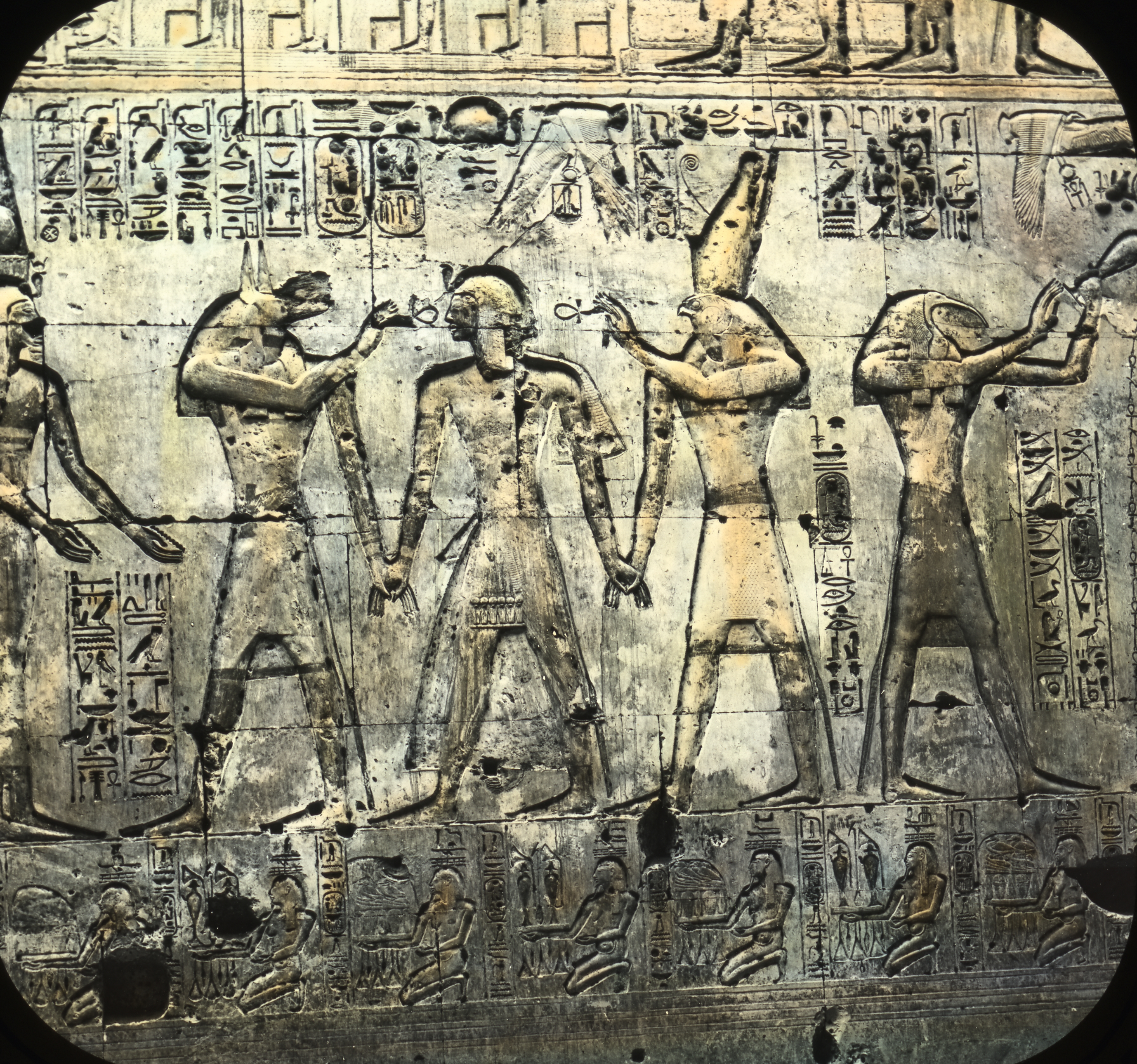
Interno del tempio di Seti I

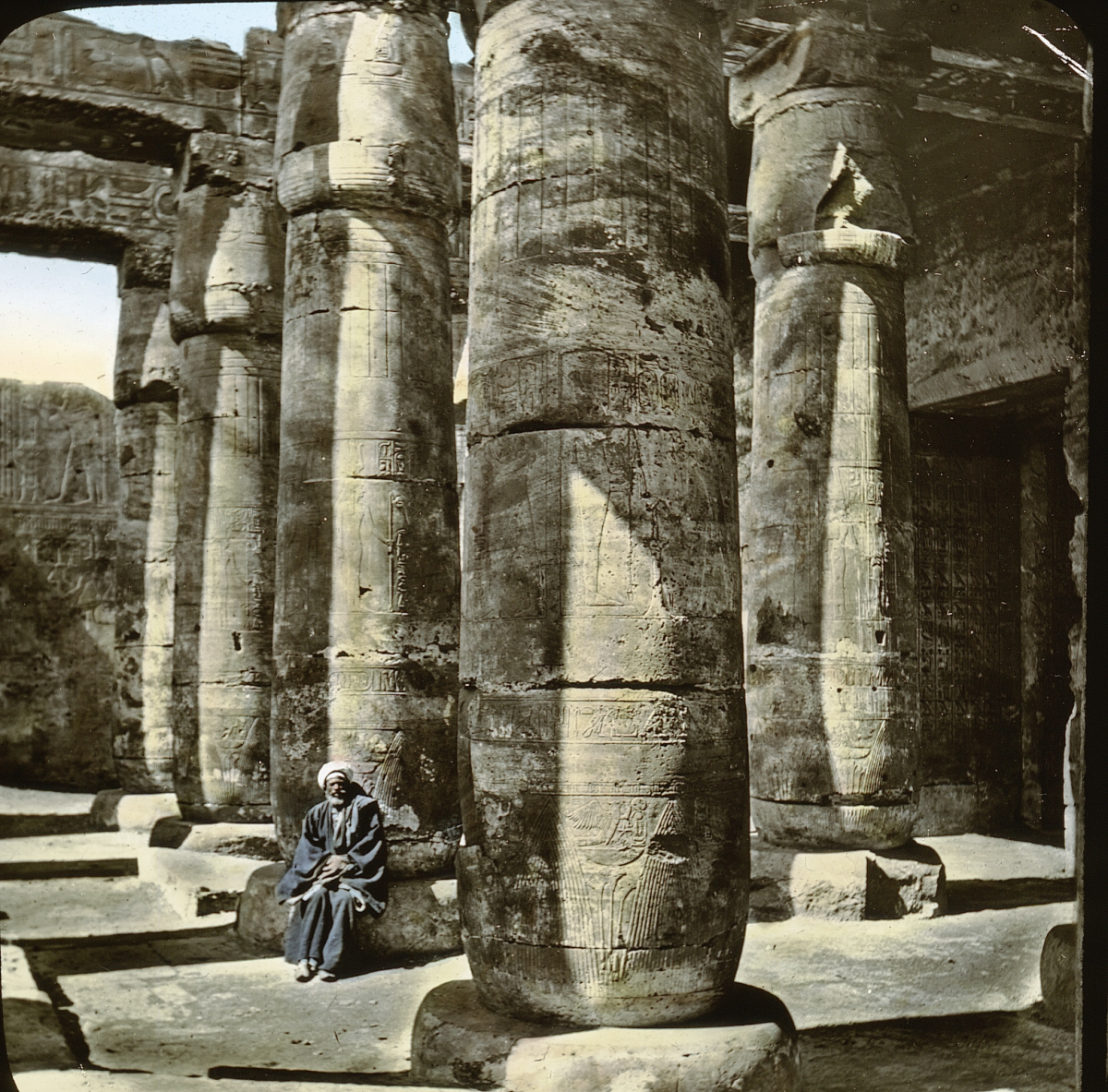
Interno del tempio di Seti I

Il Tempio funerario di Seti I venne eretto con una fondazione completamente nuova a meno di un chilometro a sud del precedente. Quello eretto da Seti I è noto come grande tempio di Abido. 
Il tempio venne eretto come memoriale del re Seti I, così come per venerare gli antichi sovrani, la cui necropoli si trovava presso le sue mura. La lunga lista di re delle principali dinastie scolpita su un muro è conosciuta come Tavola di Abido ed è una delle principali fonti utilizzate per ricostruire la sequenza dei sovrani dell'antico Egitto.
Il tempio comprende anche sette cappelle, caratterizzate dai soffitti a volta, destinate al culto del re e degli dei principali, tra i quali Ptah e Amon. Nella parte posteriore vi sono grandi stanze connesse con il culto di Osiride da cui, probabilmente, si accedeva all'ipogeo, eretto da Merneptah destinato alle celebrazioni di culti misterici. Il tempio, al momento della sua erezione aveva una lunghezza di 180 metri circa ma attualmente le parti più esterne sono a mala pena rintracciabili e la parte in buono stato misura circa 80 metri per una larghezza di circa 120 metri che comprende anche l'ala laterale.
Fatta eccezione per la lista reale e un panegirico di Ramesse II i soggetti delle decorazioni del tempio non sono storici bensì mitologici, dedicati alla trasformazione del re dopo la sua morte.

### Tempio di Ramesse II
L'adiacente tempio funerario di Ramesse II, da lui eretto, è molto più piccolo e semplice come pianta con la differenza di possedere decorazioni, di cui ci rimangono le parti inferiori, legate a fatti storici, come il Poema di Pentaur.
L'esterno del tempio era decorato con scene della battaglia di Kadesh. La sua lista di faraoni, simile a quella di Seti I, era originariamente custodita al suo interno, ma i frammenti furono rimossi e venduti al British Museum.

### Altri templi

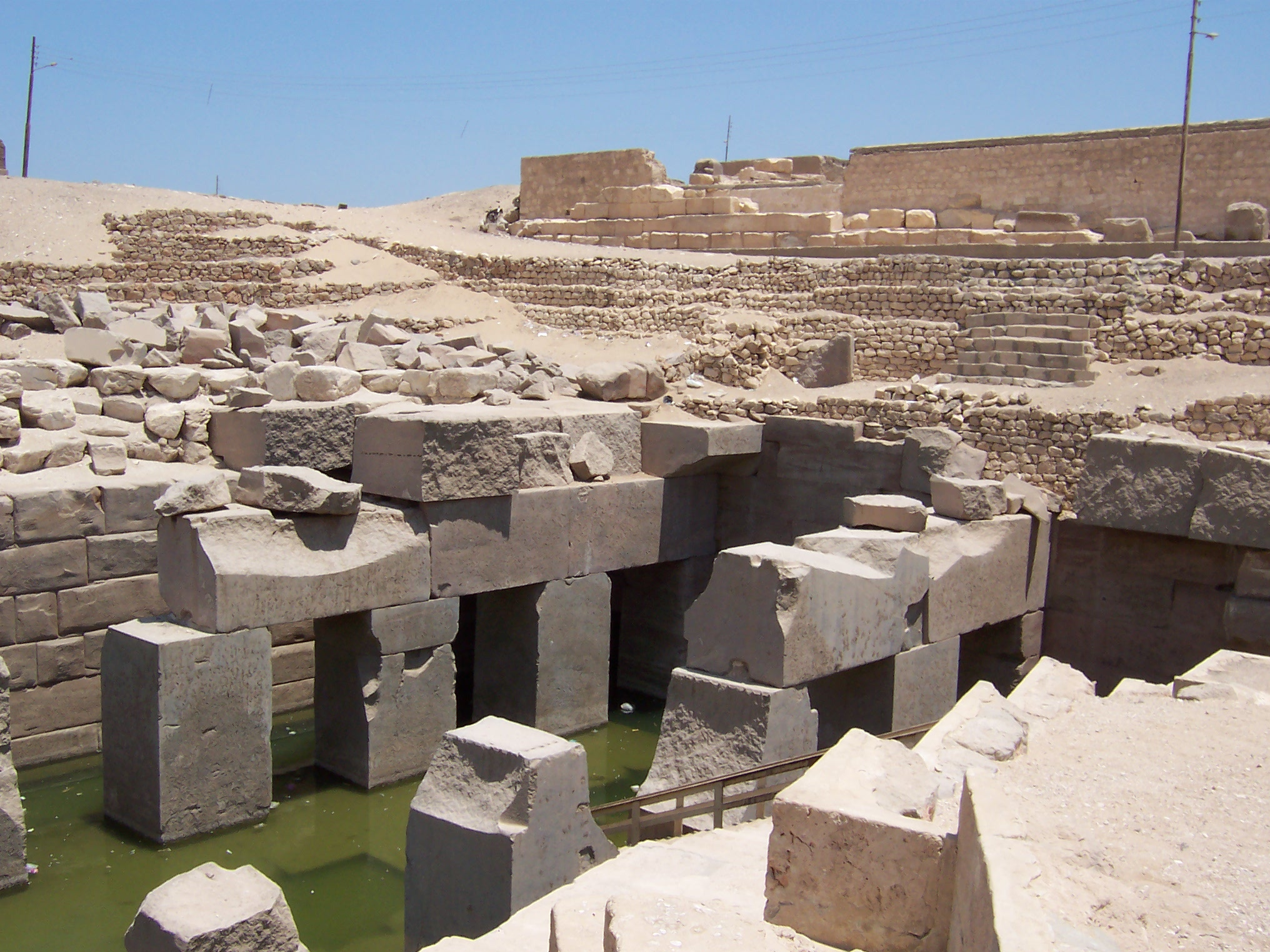
L'Osireion

Un'altra costruzione religiosa, molto importante, è l'Osireion, situato presso il tempio di Seti I, che risulta formato sia da una struttura sotterranea sia da una estesa sulla superficie. In esso era conservata la testa di Osiride ed era il centro più importante per la celebrazione dei così chiamati "Misteri osiriaci". Una sala di buone dimensioni ospita le fosse dei sarcofagi dei re.

## Tombe

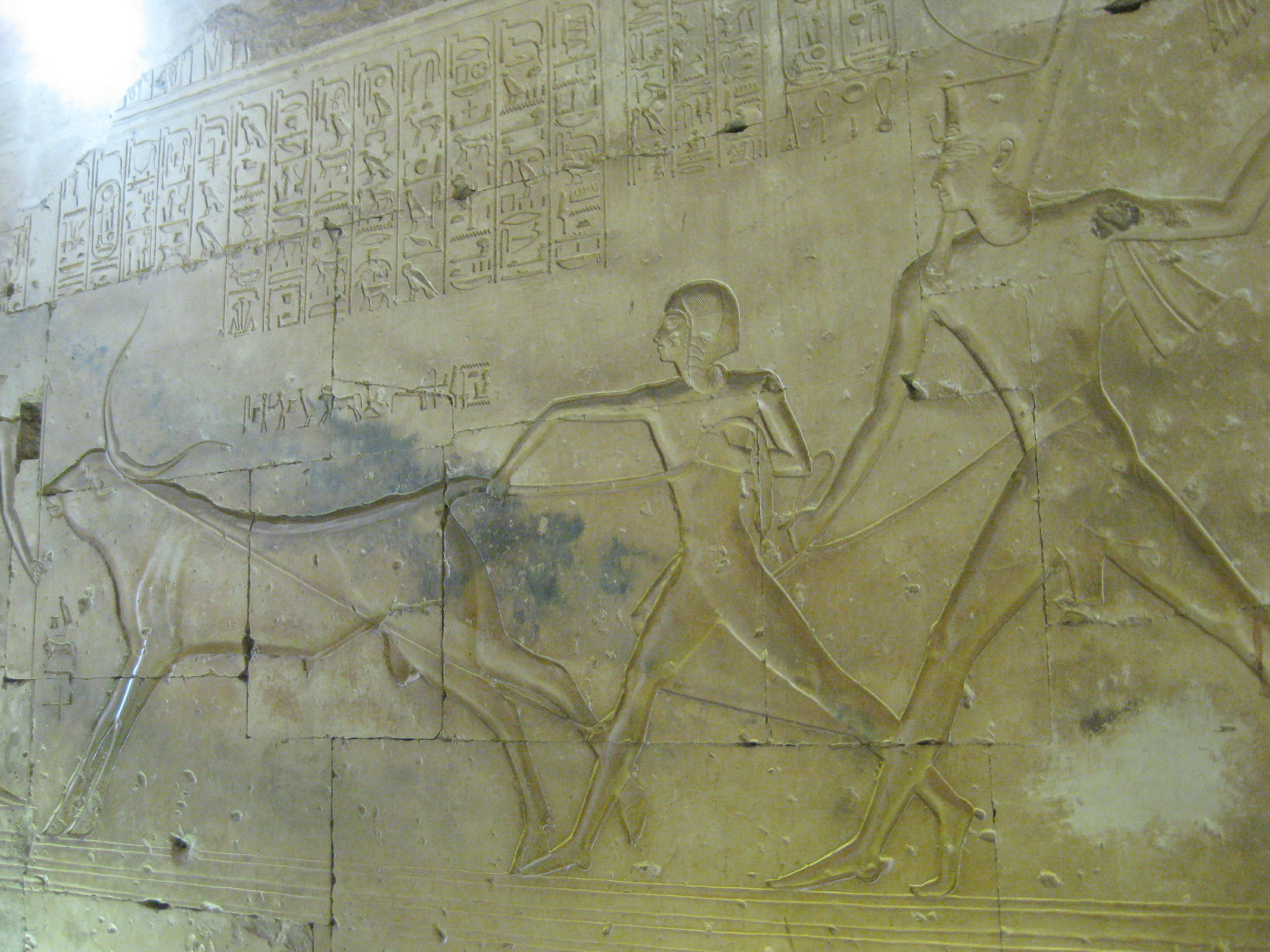
Abido, Tempio di Seti I, Corridoio del toro, parete nord: Ramses II con il primogenito Amonherkhepshef, si prepara a catturare il toro sacro.

La necropoli reale delle prime dinastie era situata a circa un miglio nel deserto, in un posto conosciuto come Umm el-Qa'ab, "La madre dei vasi", a causa dei frammenti ritrovati di tutti gli oggetti di culto lasciati dai pellegrini. Il primo sepolcro è una fossa con muri in mattoni e un tetto che originariamente era di legno e stuoia. La probabile tomba di Mene è più grande della prima. Di seguito, le tombe aumentano in grandezza e elaborazione. La tomba è circondata da camere per contenere le offerte, grandi camere di legno nel mezzo delle fosse con i muri di mattoni. File di piccole fosse, probabili tombe per i servi del faraone, circondano la camera reale.Chisholm, p. 82 Alcune delle offerte includono animali sacrificati, come gli asini trovati nella tomba di Merneith. Prove di sacrifici umani sono state trovate nelle tombe più antiche, ma questa pratica è stata poi cambiata con delle offerte simboliche.
Verso la fine della seconda dinastia, il tipo di tomba costruita cambiò in un lungo passaggio contornato da camere su entrambi i lati, con il sepolcro reale alla metà della loro lunghezza. La più grande di queste copriva uno spazio di circa 3 000 metri quadri (0,74 acri), ma è possibile che si trattasse di più tombe che sono state unite involontariamente dalla costruzione di nuove tombe; gli egizi, infatti, non avevano modo di mappare la posizione delle tombe. Il contenuto delle tombe è stato quasi completamente distrutto dai saccheggiatori; ma rimane abbastanza da poter capire che le mummie erano adornate da ricchi gioielli, una grande quantità di vasi e pietre preziose provenienti dai servizi da tavolo reali erano collocate vicino ai corpi, le stanze adiacenti erano riempite con grandi recipienti di vino e oli profumati, tavolette di avorio e ebano erano incise con gli annali del regno. I sigilli di diversi ufficiali, che sono stati trovati in più di duecento varietà, hanno permesso una nuova visione degli affari pubblici egizi.Chisholm, p. 82
Il cimitero di privati iniziò ad essere usato durante la prima dinastia, con alcune tombe all'interno della città. Divenne molto esteso durante la dodicesima è tredicesima dinastia, e conteneva molte ricche tombe. Un gran numero di belle tombe fu fatto durante la diciottesima e ventesima dinastia, e membri delle dinastie successive continuarono ad essere seppellite lì fino in tempi romani. Diverse centinaia di steli funerarie furono rimosse dagli uomini di Mariette, senza lasciare alcun verbale degli scavi. Later excavations have been recorded by Edward R. Ayrton, Abydos, iii.; Maclver, El Amrah and Abydos; and Garstang, El Arabah.Chisholm, p. 82

## "Forti"
Alcune delle tombe, chiamate "forti" dai ricercatori moderni, sono situati dietro alla città. Il sito, conosciuto come Shunet ez Zebib, è grande circa 450 ft × 250 ft (137 m × 76 m), e uno di essi è ancora situato all'altezza di 30 ft (9,1 m). È stato costruito da Khasekhemwy, l'ultimo faraone della seconda dinastia. Un'altra struttura, larga quasi quanto la prima, era congiunta ad Khasekhemwy, e probabilmente è ancora più antica. Un terzo "forte" è ora occupato da un convento della Chiesa coptica di Alessandria; non si è in grado di stabilire quanto sia antico.Chisholm, p. 82

## La lista reale di Abido

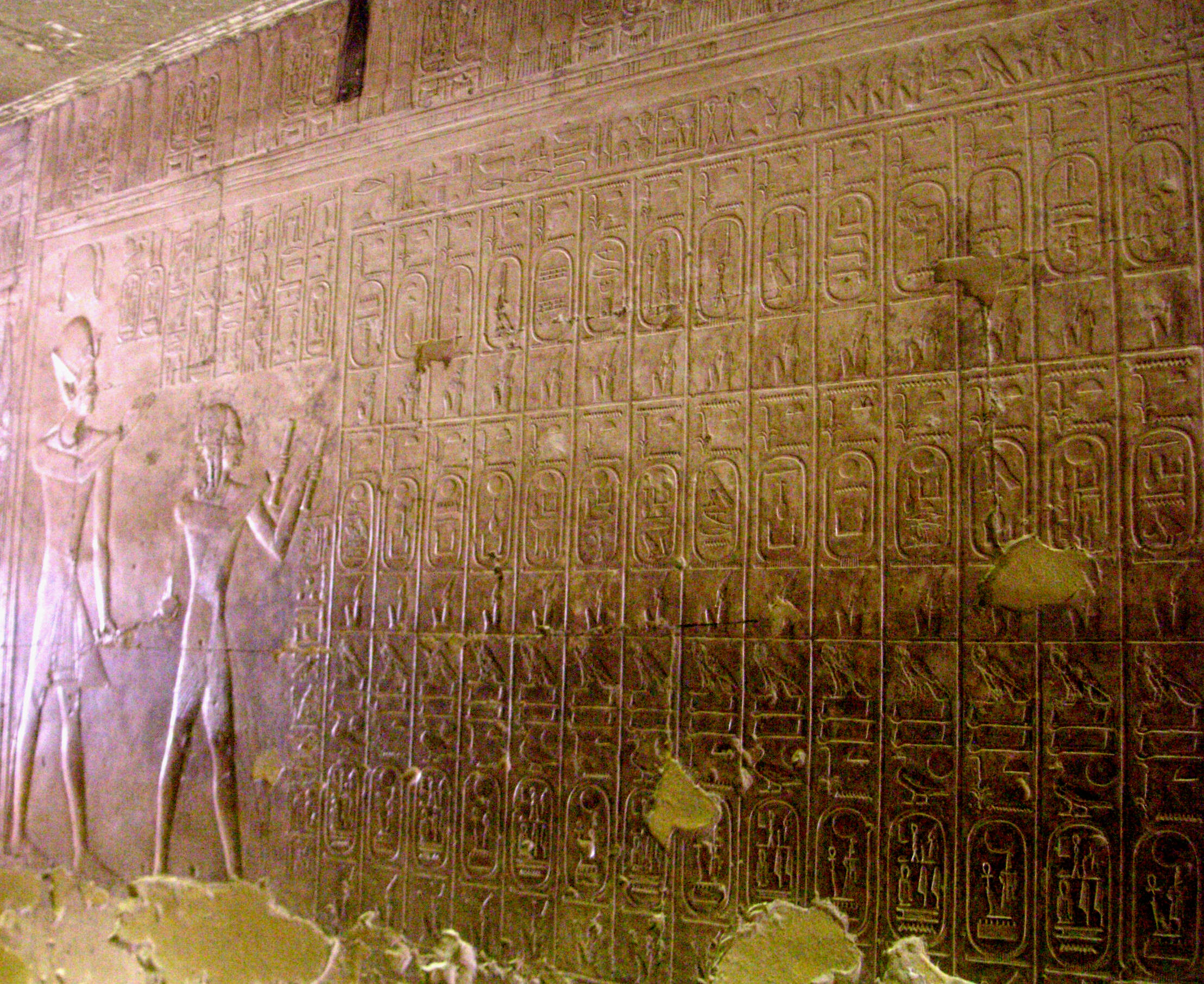
Vista d'insieme della lista reale

La lista reale di Abido comprende 76 nomi di sovrani dell'Egitto.

I nomi riportati sono quelli corrispondenti al titolo nesut byti, indicato anche come prenomen.

## Geroglifici nel Tempio di Seti I

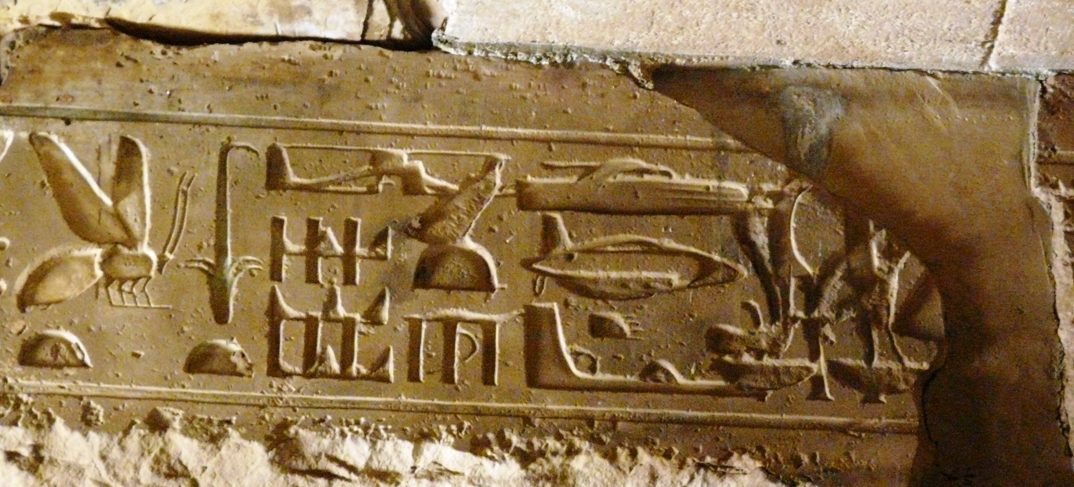
I geroglifici ritoccati e erosi nel tempio di Seti I, che sembrano rappresentare veicoli moderni: un elicottero, un sottomarino e un carro armato o un aereo.

Alcuni dei geroglifici incisi su un arco del sito sono stati interpretati come esoterici o ufologici, in quanto sembrano rappresentare tecnologia moderna.
Le incisioni sono spesso identificate come un elicottero, un carro armato o un sottomarino e un aeroplano, anche se alcuni interpretano quest'ultimo come un UFO. Comunque queste congetture sono basate largamente su pseudoarcheologia, e l'immagine che viene usata spesso come prova è stata ritoccata.

## Riferimenti nella cultura di massa
Nel film Stargate, il pianeta sul quale il dottor Daniel Jackson e i soldati americani arrivano usando l'anello si chiama Abydos. Lo stesso sarà più volte visitato anche nella serie sequel del film Stargate SG-1.